# Paris polyphylla
Paris polyphylla là một loài thực vật có hoa trong họ Melanthiaceae. Loài này được James Edward Smith miêu tả khoa học đầu tiên năm 1813.